# Expedició Fram
L'expedició Fram de Nansen de 1893–1896 va ser un intent de l'explorador noruec Fridtjof Nansen d'arribar al pol nord geogràfic aprofitant el corrent natural est-oest de l'oceà Àrtic. Davant del gran desànim d'altres exploradors polars, Nansen va portar el seu vaixell Fram a les illes de Nova Sibèria a l'est de l'oceà Àrtic, el va deixar atrapar pel gel i va esperar que la deriva el portés cap al pol. Impacients per la velocitat lenta i el caràcter erràtic de la deriva, després de 18 mesos Nansen i un company escollit, Hjalmar Johansen, van abandonar el vaixell amb un equip de gossos samoiedes i trineus i van marxar cap al pol. No ho van assolir, però van aconseguir una latitud nord més llunyana rècord de 86°13,6′N abans d'una llarga retirada sobre el gel i l'aigua per assolir la seguretat a la Terra de Francesc Josep. Mentrestant, el Fram va continuar derivant cap a l'oest, emergint finalment a l'oceà Atlàntic Nord.
La idea de l'expedició havia sorgit per uns objectes del vaixell nord-americà Jeannette, que s'havia enfonsat a la costa nord de Sibèria el 1881(veure expedició Jeannette), que van aparèixer tres anys més tard a la costa sud-oest de Groenlàndia. Òbviament, les restes havien estat transportades a través de l'oceà polar, potser a través del mateix pol. A partir d'aquesta i altres restes recuperades de la costa de Groenlàndia, el meteoròleg Henrik Mohn va desenvolupar la teoria de la deriva transpolar, que va portar a Nansen a creure que un vaixell especialment dissenyat es podria congelar a la banquisa i seguir el mateix camí que les restes del Jeannette, i per tant, arribar a les proximitats del pol.
Nansen va supervisar la construcció d'un vaixell amb un casc arrodonit i altres característiques dissenyades per suportar la pressió prolongada del gel. El vaixell va ser amenaçat poques vegades durant el seu llarg empresonament i va sortir intacte després de tres anys. Les observacions científiques realitzades durant aquest període van contribuir significativament a la nova disciplina de l'oceanografia, que posteriorment es va convertir en el focus principal del treball científic de Nansen. La deriva del Fram i el viatge en trineu de Nansen van demostrar de manera concloent que no hi havia masses terrestres significatives entre els continents eurasiàtics i el Pol Nord, i van confirmar el caràcter general de la regió del polar nord com un mar profund i cobert de gel. Encara que Nansen es va retirar de l'exploració després d'aquesta expedició, els mètodes de viatge i supervivència que va desenvolupar amb Johansen van influir en totes les expedicions polars que van seguir en les tres dècades següents, tant a l'Àrtida com a l'Antàrtida.

## Antecedents

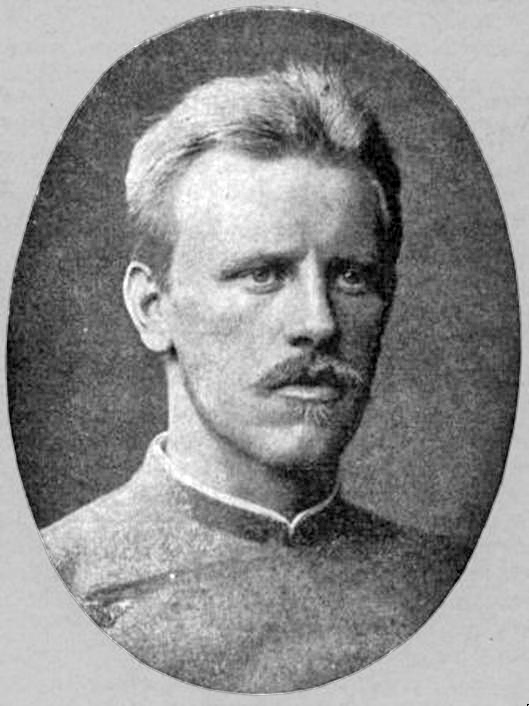
Fridtjof Nansen en el moment de la seva travessia de Groenlàndia

El setembre de 1879, el vaixell Jeannette va entrar a la banquisa al nord de l'estret de Bering. Va romandre atrapat al gel durant gairebé dos anys, a la deriva cap a la zona de les illes de Nova Sibèria, abans de ser aixafat i enfonsat el 13 de juny de 1881. La seva tripulació va escapar en vaixells i es va dirigir a la costa de Sibèria; la majoria van morir posteriorment durant el viatge en vaixell o als erms del delta del riu Lena. Tres anys més tard, restes del Jeannette van aparèixer a milers de quilòmetres, als voltants de Julianehaab, a la costa sud-oest de Groenlàndia. Aquests objectes, congelats al gel a la deriva, incloïen roba amb els noms dels membres de la tripulació i documents signats pel seu capità De Long; eren indiscutiblement genuïns.
En una conferència l'any 1884 a l'Acadèmia Noruega de Ciències i Lletres, el doctor Henrik Mohn, un dels fundadors de la meteorologia moderna, va argumentar que la troballa de restes del Jeannette indicava l'existència d'un corrent oceànic que flueix d'est a oest per tot l'oceà Àrtic. El governador danès de Julianehaab va escriure que una expedició congelada al mar de Sibèria podria, si el seu vaixell fos prou fort, creuar l'oceà polar i arribar al sud de Groenlàndia. Aquestes teories van ser llegides amb interès pel jove Fridtjof Nansen, de 23 anys, que llavors treballava com a conservador al Museu de Bergen mentre completava els seus estudis de doctorat. Nansen ja estava captivat pel nord glaçat; dos anys abans havia fet un viatge de quatre mesos amb el vaixell Viking, que havia quedat atrapat tres setmanes en el gel a la deriva. Nansen, un esquiador expert, estava fent plans per liderar la primera travessia del casquet glacial de Groenlàndia, un objectiu retardat per les exigències dels seus estudis acadèmics, però assolit triomfalment el 1888–89. Durant aquests anys, Nansen va recordar la teoria de la deriva de l'Àrtida est-oest i les seves possibilitats per a l'exploració polar, i poc després del seu retorn de Groenlàndia estava disposat a anunciar els seus plans.

## Preparatius

### El pla

L'oceà Àrtic, mostrant un curs teòric d'una deriva des de les illes de Nova Sibèria fins a l'oceà Atlàntic

El febrer de 1890 Nansen es va dirigir a una reunió de la Societat Geogràfica de Noruega a Oslo (llavors anomenada Christiania). Després de cridar l'atenció sobre els fracassos de les nombroses expedicions que s'havien acostat al pol Nord des de l'oest, va considerar les implicacions del descobriment de les restes del Jeannette, juntament amb més troballes de fusta a la deriva i altres restes de Sibèria o Alaska que s'havien identificat a la costa de Groenlàndia. "Juntant tot això", va dir Nansen, "arribem a la conclusió que un corrent flueix... des del mar Àrtic siberià fins a la costa est de Groenlàndia", probablement passant pel Pol. Semblava que el que calia fer era "obrir camí cap al corrent en aquell costat del Pol on flueix cap al nord, i amb la seva ajuda penetrar en aquelles regions on tots els que fins ara han treballat contra el corrent han intentat arribar-hi en va."
El pla de Nansen requeria un vaixell petit, fort i maniobrable, propulsat per vela i un motor, capaç de transportar combustible i provisions per a dotze homes durant cinc anys. El vaixell seguiria la ruta del Jeannette cap a les illes de Nova Sibèria, i en la posició aproximada de l'enfonsament del Jeannette, quan les condicions del gel fossin les adequades "ens obrirem camí entre el gel tan lluny com puguem". Aleshores, el vaixell derivaria amb el gel cap al pol i finalment arribaria al mar entre Groenlàndia i Spitsbergen. Si el vaixell s'enfonsava, una possibilitat que Nansen considerava molt improbable, el grup acamparia sobre una placa i es deixaria portar cap a un lloc més segur. Nansen va observar: "Si l'expedició Jeannette hagués tingut suficients provisions, i s'hagués quedat al banc de gel on es van trobar lels vestigis, el resultat hauria estat molt diferent del que va ser."
Quan els plans de Nansen van esdevenir públics, The New York Times es va mostrar entusiasmat, i va considerar "molt probable que hi hagués una ruta comparativament curta i directa a través de l'oceà Àrtic a través del pol nord, i que la pròpia naturalesa hagi proporcionat un mitjà de comunicació a través d'ell". Tanmateix, la majoria de experts polars dubtaven de la teoria. L'explorador nord-americà Adolphus Greely ho va anomenar "un esquema il·lògic d'autodestrucció"; el seu ajudant, el tinent David Brainerd, el va anomenar "un dels esquemes més desaconsellats en què s'hagi embarcat mai", i va predir que acabaria en desastre. Sir Allen Young, un veterà de la recerca de l'expedició perduda de Sir John Franklin, no creia que es pogués construir un vaixell per suportar la pressió del gel: "Si no hi ha onatge, el gel passarà per damunt, sigui quin sigui el material de que estigui fet." Sir Joseph Hooker, que havia navegat cap al sud amb James Clark Ross el 1839–43, era de la mateixa opinió, i pensava que no valia la pena córrer aquests riscos. No obstant això, l'experimentat Sir Leopold McClintock va qualificar el projecte de Nansen com "el programa més aventurer mai posat en coneixement de la Royal Geographical Society". El filantrop suec Oscar Dickson, que havia finançat la conquesta del pas del nord-est pel baró Nordenskiöld el 1878–79, va quedar prou impressionat com per oferir-se a fer-se càrrec dels costos de l'expedició. Amb el nacionalisme noruec en augment, però, aquest gest del seu soci suec va provocar hostilitat a la premsa noruega; Nansen va decidir confiar únicament en el suport noruec, i va rebutjar la proposta de Dickson.

### El finançament
L'estimació original de Nansen del cost total de l'expedició era de 300.000 corones. Després de pronunciar un apassionat discurs davant el Parlament de Noruega (Storting), Nansen va rebre una subvenció de 200.000 corones; recaptades amb contribucions privades que incloïen 20.000 corones del rei Oscar II de Noruega i Suècia. La Royal Geographical Society de Londres va donar 300 lliures (unes 6.000 corones). Malauradament, Nansen havia subestimat el finançament requerit: només el vaixell costaria més que tot el què disposava. Una segona petició al parlament va generar 80.000 corones més, i una crida nacional va augmentar el total a 445.000 corones. Segons el propi relat de Nansen, va compensar la diferència amb els seus propis recursos. El seu biògraf Roland Huntford registra que el dèficit final de 12.000 corones va ser compensat per dos rics partidaris, Axel Heiberg i un expatriat anglès, Charles Dick.

### El vaixell

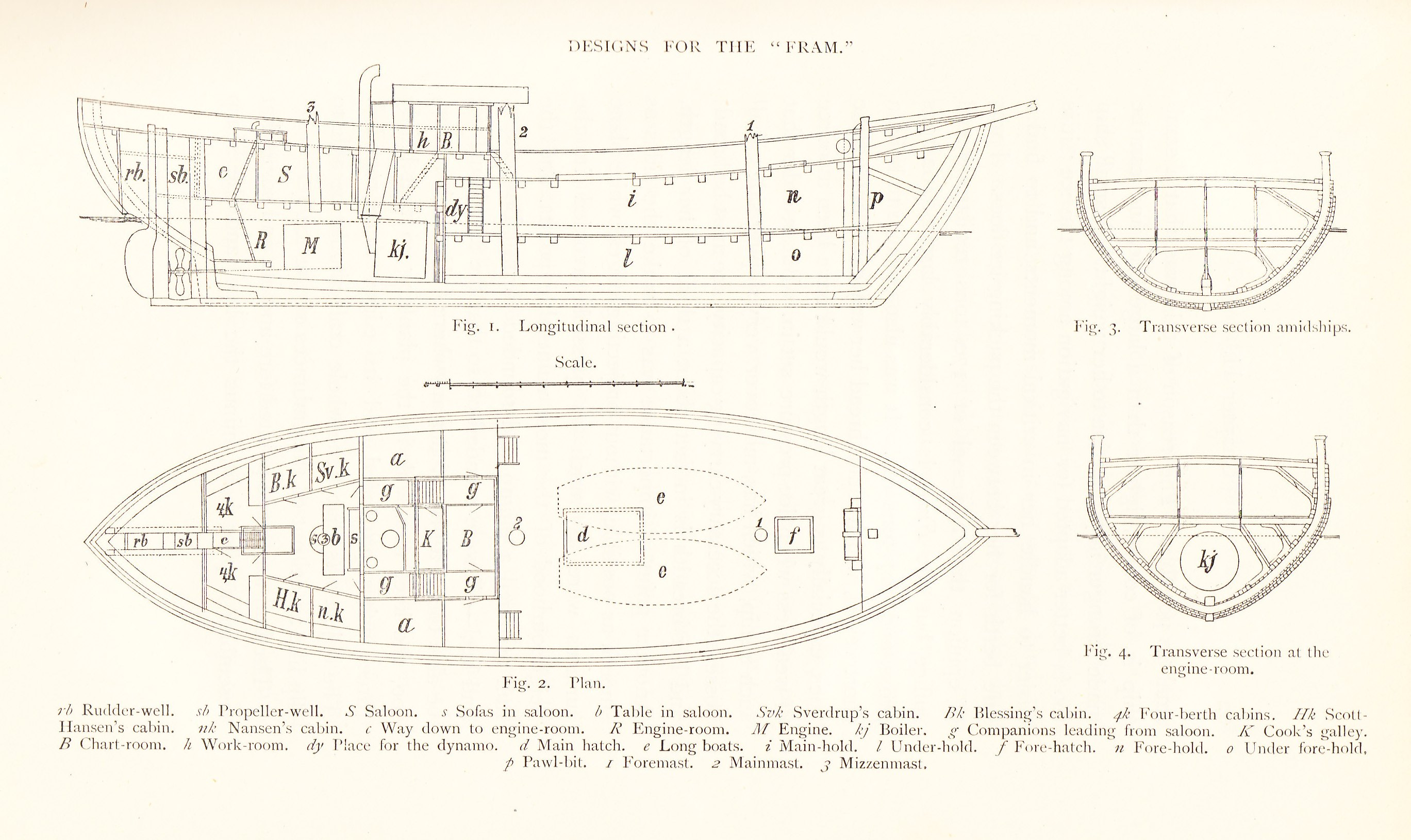
Dibuixos de secció i plànol del Fram, tal com es va acordar entre Nansen i el constructor naval Colin Archer

Per dissenyar i construir el seu vaixell, Nansen va triar Colin Archer, el principal constructor naval de Noruega. Archer era conegut per un disseny de casc particular que combinava la navegabilitat amb un calat poc profund, augmentant la maniobrabilitat. Nansen registra que Archer va fer "molts plànols de la nau projectada; un model rere un altre va ser preparat i abandonat". Finalment, es va arribar a un acord sobre un disseny, i el 9 de juny de 1891 els dos homes van signar el contracte.
Nansen volia el vaixell en un any; volia anar-se'n abans que algú més pogués adoptar les seves idees i anticipar-s'hi. La característica externa més significativa del vaixell era la rodonesa del casc, dissenyat perquè no hi hagués res on el gel pogués agafar-se. La proa, la popa i la quilla es van arrodonir, i els costats es van suavitzar de manera que, en paraules de Nansen, el vaixell "lliscaria com una anguila escapant-se de les abraçades del gel". Per donar una resistència excepcional, el casc es va revestir de chlorocardium sud-americà, la fusta més dura disponible. Les tres capes de fusta que formaven el casc proporcionaven un gruix combinat d'entre 60 i 70 cm, augmentant fins a uns 1,25 metres a la proa, que a més estava protegit per una tija de ferro que sobresortia. Quedava reforçat per traverses i tirants en tota la longitud del casc.

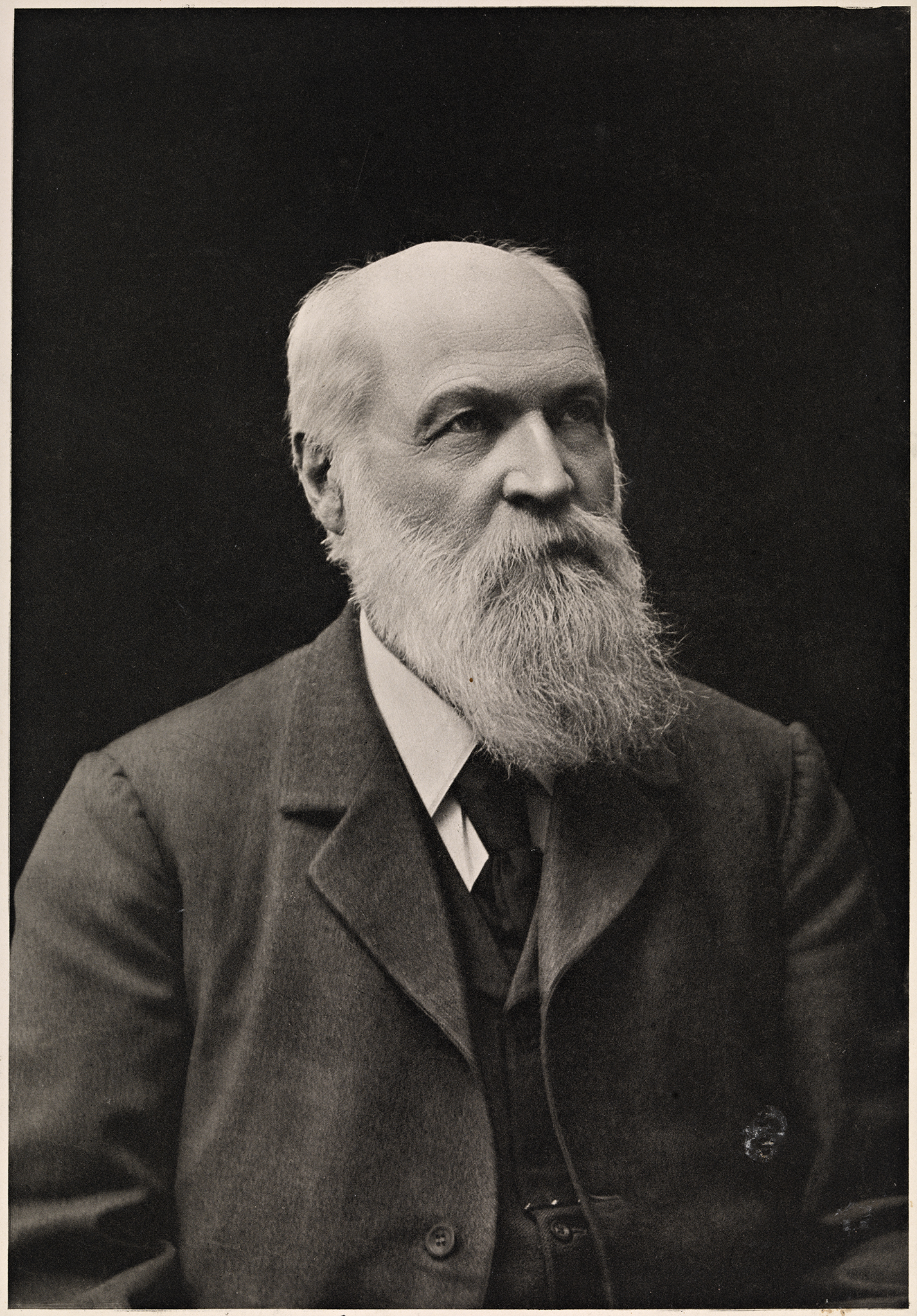
Colin Archer, dissenyador i constructor del Fram

El vaixell estava equipat com una goleta de tres pals, amb una superfície total de 560 m². El seu motor auxiliar de 220 cavalls de potència era capaç d'aconseguir velocitats de fins a 7 nusos (13 km/h). No obstant això, la velocitat i les qualitats de navegació eren secundàries a l'exigència de proporcionar una fortalesa segura i càlida per a Nansen i la seva tripulació durant una deriva que podria estendre's durant diversos anys, de manera que es va prestar especial atenció a l'aïllament de les estances. Amb unes 400 tones de registre brut, el vaixell era considerablement més gran del que Nansen havia previst inicialment, amb una longitud total de 39 m i una amplada de 11 m, una proporció de poc més de tres a un, donant-li una aparença inusualment robusta. Aquesta estranya forma va ser explicada per Archer: "Un vaixell que es construeix tenint en compte exclusivament la seva idoneïtat per a l'objectiu [de Nansen] ha de diferir essencialment de qualsevol vaixell conegut". El 6 d'octubre de 1892 es va botar el vaixell a Larvik després d'una breu cerimònia. El vaixell es va anomenar Fram, que significa "Endavant".

### La tripulació
Per a la seva expedició a Groenlàndia de 1888–89, Nansen havia confiant en un petit grup ben entrenat. Utilitzant el mateix principi per al viatge del Fram, Nansen va triar un grup de només dotze homes entre les milers de sol·licituds arribades d'arreu. Un sol·licitant va ser el jove Roald Amundsen, de 20 anys, futur conqueridor del pol Sud, la mare del qual li va impedir anar-hi. L'explorador anglès Frederick Jackson també s'hi va presentar, però Nansen només volia noruecs, així que Jackson va organitzar la seva pròpia expedició a la Terra de Francesc Josep.
Per capitanejar el vaixell i actuar com a segon de l'expedició, Nansen va triar Otto Sverdrup, un mariner experimentat que havia participat a la travessia de Groenlàndia. Theodore Jacobsen, que tenia experiència a l'Àrtida com a patró d'un sloop, es va incorporar al Fram, i un jove tinent naval, Sigurd Scott Hansen, es va fer càrrec de les observacions meteorològiques i magnètiques. El metge del vaixell, i botànic de l'expedició, era Henrik Blessing, que s'havia graduat en medicina just abans de la data de sortida del Fram. Hjalmar Johansen, tinent de reserva de l'exèrcit i expert en conducció de gossos, estava tan decidit a unir-se a l'expedició que va acceptar inscriure's com a fogoner, l'únic lloc disponible aleshores. Així mateix, Adolf Juell, amb 20 anys d'experiència al mar, va ocupar el lloc de cuiner. Ivar Mogstad era un funcionari de l'hospital psiquiàtric de Gaustad, però les seves habilitats tècniques com mecànic van impressionar a Nansen. L'home més gran del grup era l'enginyer en cap, Anton Amundsen (sense cap parentiu amb Roald Amudsen), de 40 anys. El segon enginyer, Lars Pettersen, va amagar a Nansen la seva nacionalitat sueca, i encara que aviat va ser descobert pels seus companys, se li va permetre romandre a l'expedició. Els membres de la tripulació restants eren Peter Henriksen, Bernhard Nordahl i Bernt Bentzen, que es va unir a l'expedició a Tromsø amb molt poca antelació.

## El viatge

Rutes de l'expedició Fram de 1893–96:
Ruta del Fram cap a l'est des de Vardø al llarg de la costa de Sibèria, girant cap al nord a les illes de Nova Sibèria per entrar a la banquisa, juliol-setembre de 1893
La deriva del Fram al gel des de les illes de Nova Sibèria al nord i a l'oest fins a Spitsbergen, setembre de 1893 - agost de 1896
Marxa de Nansen i Johansen cap al nord més llunyà, 86°13,6′N, i posterior retirada al cap Flora a la Terra de Franz Josef, març de 1895 - juny de 1896
El retorn de Nansen i Johansen a Vardø des del cap Flora, agost de 1896
Viatge del Fram de Spitsbergen a Tromsø, agost de 1896

### Viatge al gel
Abans de començar el viatge, Nansen va decidir desviar-se del seu pla original: en comptes de seguir la ruta del Jeannette cap a les illes de Nova Sibèria per l'estret de Bering, faria un viatge més curt, agafant el pas nord-est de Nordenskiöld al llarg de la costa nord de Sibèria. El Fram va sortir de Christiania el 24 de juny de 1893. Aquest va ser el primer d'una sèrie de comiats quan el Fram va navegar per la costa i es va traslladar cap al nord, arribant a Bergen l'1 de juliol (on hi va haver un gran banquet en honor de Nansen), Trondheim el 5 de juliol i Tromsø, al nord del cercle polar àrtic, un setmana després. L'últim port noruec d'escala va ser Vardø, on el Fram va arribar el 18 de juliol.
La primera etapa del viatge cap a l'est va portar el Fram a través del mar de Barentsz cap a Nova Terra i després a l'assentament de Khabarova, al nord de Rússia, on es va portar a bord el primer lot de gossos. El 3 d'agost el Fram va salpar i es va moure amb precaució cap a l'est, entrant al mar de Kara l'endemà. Pocs vaixells havien navegat pel mar de Kara abans i les cartes estaven incompletes. El 18 d'agost, a la zona del delta del riu Ienissei, es va descobrir una illa inexplorada i es va anomenar illa Sverdrup en honor al comandant del Fram. El Fram es dirigia ara cap a la península de Taimir i el cap Txeliüskin, el punt més al nord de la massa continental eurasiàtica. El gel pesat va frenar el progrés de l'expedició, i a finals d'agost es va aturar durant quatre dies mentre es reparava i netejava la caldera del vaixell. La tripulació també va experimentar el fenomen de les aigües mortes, on el progrés cap endavant d'un vaixell es veu impedit per la dissipació d'energia causada per una capa d'aigua dolça situada sobre l'aigua salada més pesada. El 9 de setembre es va obrir un ampli tram d'aigua sense gel, i l'endemà el Fram va envoltar el cap Txeliüskin —el segon vaixell en fer-ho, després del Vega de Nordenskiöld el 1878— i va entrar al mar de Làptev.
Després de ser impedit pel gel d'arribar a la desembocadura del riu Oleniok, on un segon lot de gossos estava esperant per ser recollit, el Fram es va traslladar cap al nord i l'est cap a les illes de Nova Sibèria. L'esperança de Nansen era trobar aigües obertes fins als 80° de latitud nord i després entrar al banc de gel; tanmateix, el 20 de setembre es va veure gel just al sud dels 78°. El Fram va seguir la línia del gel abans d'aturar-se en una petita badia més enllà dels 78°. El 28 de setembre es va fer evident que el gel no es trencaria i els gossos van ser traslladats del vaixell a gosseres sobre el gel. El 5 d'octubre, el timó es va elevar a una posició de seguretat i el vaixell, en paraules de Scott Hansen, estava "atracat de veritat per a l'hivern". La posició era 78°49′N, 132°53′E.

### Deriva (primera fase)
El 9 d'octubre el Fram va tenir la seva primera experiència amb la pressió del gel. El disseny d'Archer es va reivindicar ràpidament: el vaixell pujava i baixava, però el gel no podia agafar el casc. D'altra banda, les primeres setmanes al gel van ser decebedores, ja que la deriva impredictible va moure el Fram de manera giratòria, de vegades al nord, de vegades al sud; el 19 de novembre, després de sis setmanes, el Fram es trobava al sud de la latitud a la qual havia entrat al gel.

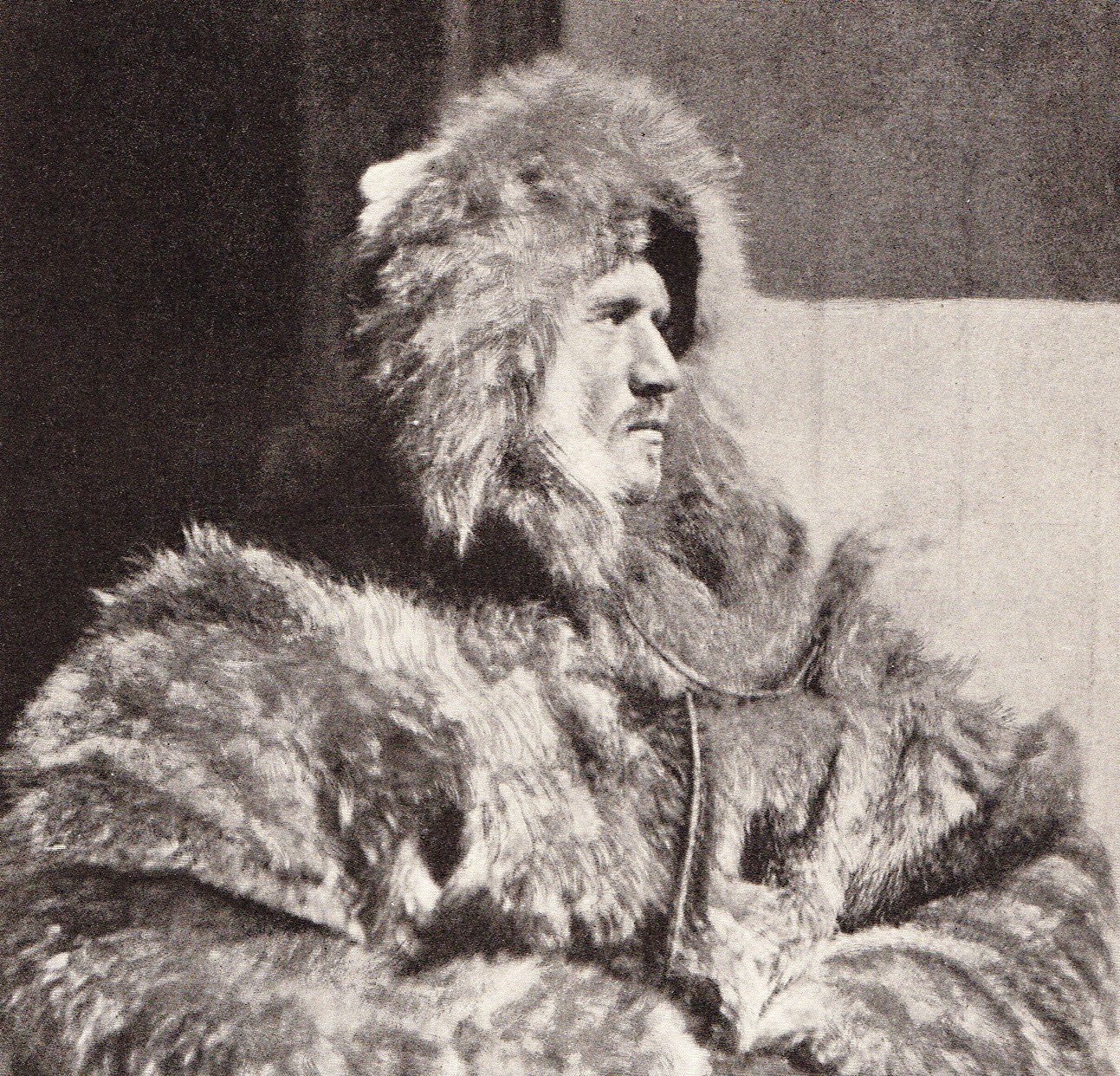
Hjalmar Johansen, el fogoner del Fram i expert en conducció de gossos, el company escollit per Nansen per al Pol Nord

Quan el sol va desaparèixer el 25 d'octubre, el vaixell va ser il·luminat per làmpades elèctriques d'un generador eòlic. La tripulació es va establir amb una rutina còmoda en què l'avorriment i la inactivitat eren els principals enemics. Els homes van començar a irritar-se els uns als altres, i de vegades esclataven baralles. Nansen va intentar crear un diari, però el projecte aviat es va esvair per manca d'interès. Es van dur a terme petites tasques i es van mantenir observacions científiques, però no hi havia cap urgència. Nansen va expressar la seva frustració al seu diari: "Sento que he de trencar aquesta mort, aquesta inèrcia i trobar una sortida per a les meves energies". I més tard: "No pot passar res? No podria venir un huracà a trencar aquest gel?" Només després del canvi d'any, el gener de 1894, la direcció nord es va assentar de manera generalitzada. La marca dels 80° es va superar finalment el 22 de març.
Basant-se en la direcció incerta i la velocitat lenta de la deriva, Nansen va calcular que el vaixell podria trigar cinc anys a arribar al pol. El gener de 1894 havia discutit per primera vegada amb Henriksen i Johansen la possibilitat de fer un viatge en trineu amb els gossos, des del Fram fins al pol, encara que no van fer plans immediats. Els primers intents de Nansen per dominar la conducció de gossos van ser un fracàs vergonyós, però va perseverar i a poc a poc va aconseguir millors resultats. També va descobrir que la velocitat normal de l'esquí de fons era la mateixa que la dels gossos que tiraven dels trineus carregats. Els homes podien anar esquiant, en lloc d'anar en trineu, i en conseqüència les càrregues es podrien augmentar. Això, segons el biògraf i historiador Roland Huntford, va suposar una revolució en els mètodes de viatge polars.

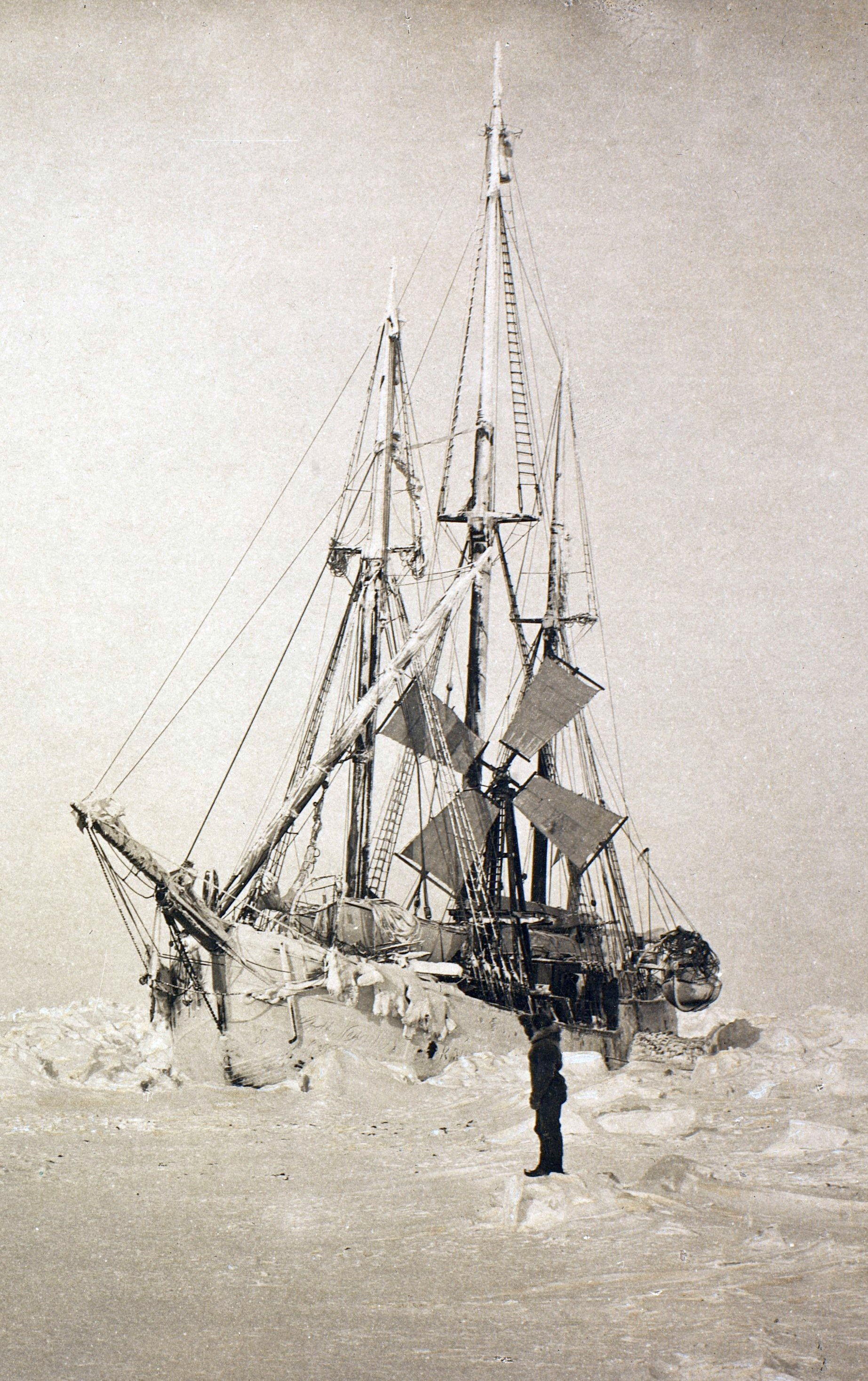
El Fram atrapat al gel, març de 1894

El 19 de maig, dos dies després de les celebracions del Dia Nacional de Noruega, el Fram va superar els 81°, cosa que indica que la velocitat del vaixell cap al nord augmentava lentament, tot i que encara era amb prou feines d'una milla (1,6 km) al dia. Amb la convicció creixent que podria ser necessari un viatge en trineu per arribar al pol, al setembre Nansen va decretar que tothom practicaria l'esquí durant dues hores al dia. El 16 de novembre va revelar la seva intenció a la tripulació: ell i un company abandonarien el vaixell i marxarien cap al pol quan es superés la marca dels 83°. Després d'arribar al pol, la parella es dirigiria cap a la Terra de Francesc Josep, i després creuarien cap a Spitsbergen on esperaven trobar un vaixell per portar-los a casa. Tres dies després Nansen va demanar a Hjalmar Johansen, el conductor de gossos més experimentat de la tripulació, que s'unís a ell en el viatge polar.
La tripulació va passar els mesos següents preparant-se pel viatge cap al pol. Hi va haver proves infinites de roba especial i altres equips. Uns tremolors violents i prolongats van començar a sacsejar el vaixell el 3 de gener de 1895, i dos dies després la tripulació va desembarcar, esperant que el vaixell fos aixafat. En canvi, la pressió va disminuir i la tripulació va tornar a bord i va reprendre els preparatius per al viatge de Nansen. Es va observar que el Fram havia passat més enllà del rècord nord més llunyà de Greely de 83°24, i el 8 de gener estava a 83°34′N.

### Cap al Pol

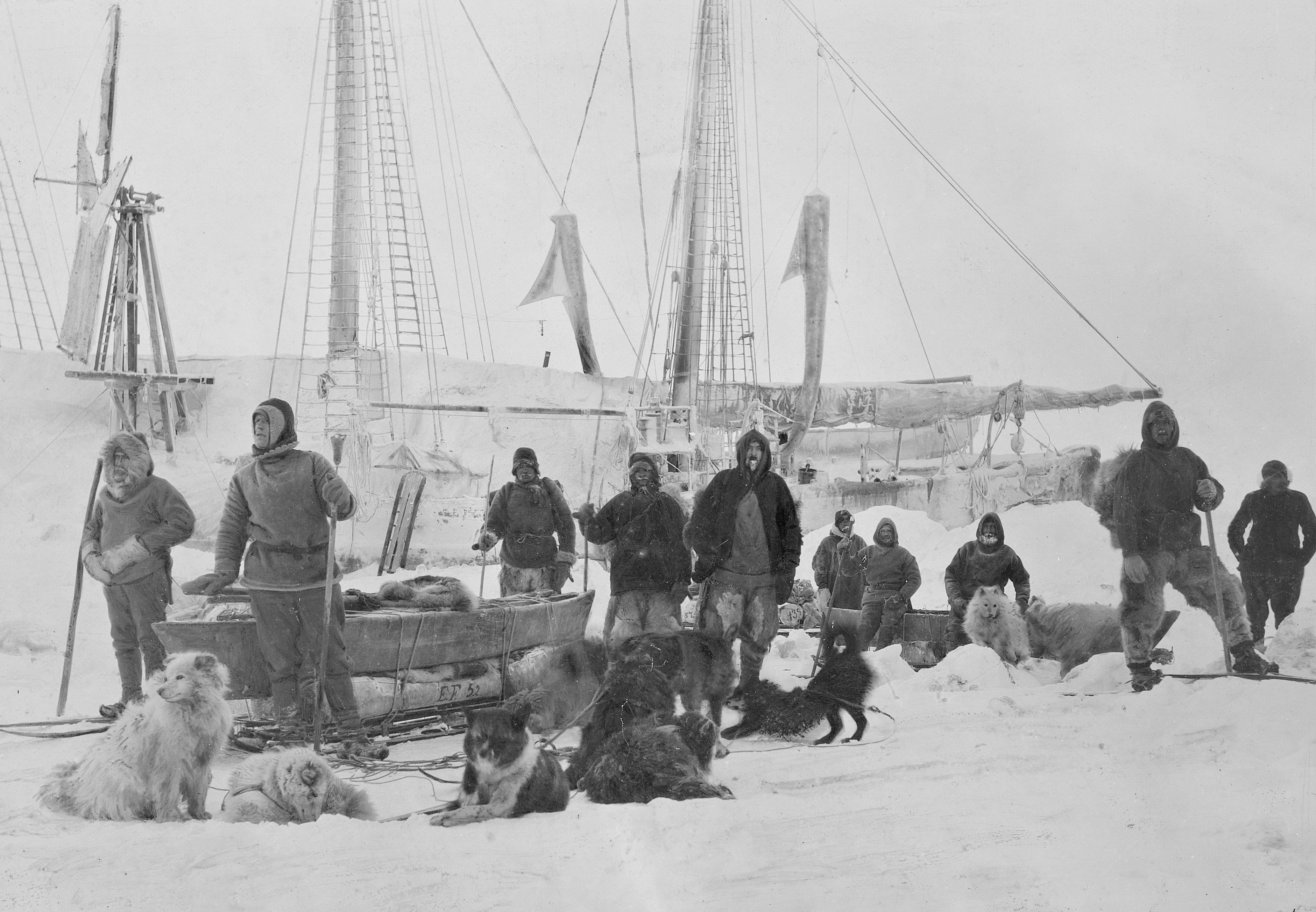
Nansen i Johansen finalment marxen en el seu viatge polar, el 14 de març de 1895. Nansen és el segon des de l'esquerra; Johansen el segon des de la dreta.

El 17 de febrer de 1895, Nansen va començar una carta de comiat a la seva dona, Eva, escrivint que, si s'agreujava, "sabreu que la vostra imatge serà l'última que veig". També estava llegint tot el que podia sobre la Terra de Francesc Josep, el seu destí previst després del pol. L'arxipèlag havia estat descobert el 1873 per Julius von Payer i estava cartografiat de forma incompleta. No obstant això, semblava que hi vivien nombrosos óssos i foques, i Nansen ho va veure com una excel·lent font d'aliment en el seu viatge de retorn a la civilització.
El 14 de març, amb el vaixell a 84°4′N, la parella finalment va començar la seva marxa polar. Aquest va ser el tercer intent d'abandonar el vaixell; el 26 de febrer i de nou el 28, els danys als trineus els havien obligat a tornar després de recórrer distàncies curtes. Després d'aquests contratemps, Nansen va revisar a fons el seu equipament, va minimitzar les reserves pel viatge, va recalcular els pesos i va reduir el comboi a tres trineus, abans de reiniciar el viatge. Un grup de suport va acompanyar la parella i va compartir el campament la primera nit. L'endemà, Nansen i Johansen van continuar esquiant sols.
A l'inici, la parella va viatjar principalment per camps de neu plans. Nansen havia previst 50 dies per cobrir les 356 milles nàutiques (660 km) fins al pol, requerint un recorregut diari mitjà de set milles nàutiques (13 km). El 22 de març, una observació del sextant va mostrar que havien recorregut 65 milles nàutiques (120 km) cap al pol amb una mitjana diària de més de nou milles nàutiques (17 km). Això s'havia aconseguit malgrat les temperatures molt baixes, normalment al voltant de -40 °C, i alguns contratemps, inclosa la pèrdua de l'aparell que registrava el quilometratge. No obstant això, a mesura que les superfícies es tornaven irregulars i dificultaven l'esquí, les seves velocitats es van reduir. Una lectura del sextant el 29 de març, de 85°56′N, va indicar que el viatge d'una setmana els havia portat 47 milles nàutiques (87 km) més a prop del pol, però també va mostrar que les seves distàncies diàries mitjanes estaven disminuint. Més preocupant, una lectura del teodolit aquell dia va suggerir que es trobaven només a 85°15′N, i no tenien cap mitjà per saber quina de les lectures era correcta. Es van adonar que estaven lluitant contra una deriva cap al sud, i que les distàncies recorregudes no equivalien necessàriament a la progressió cap al nord. El diari de Johansen indicava el seu estat d'ànim: "Els meus dits estan destrossats. Totes les manoples estan rígides i congelades... Cada cop està pitjor... Només Déu sap què ens passarà".

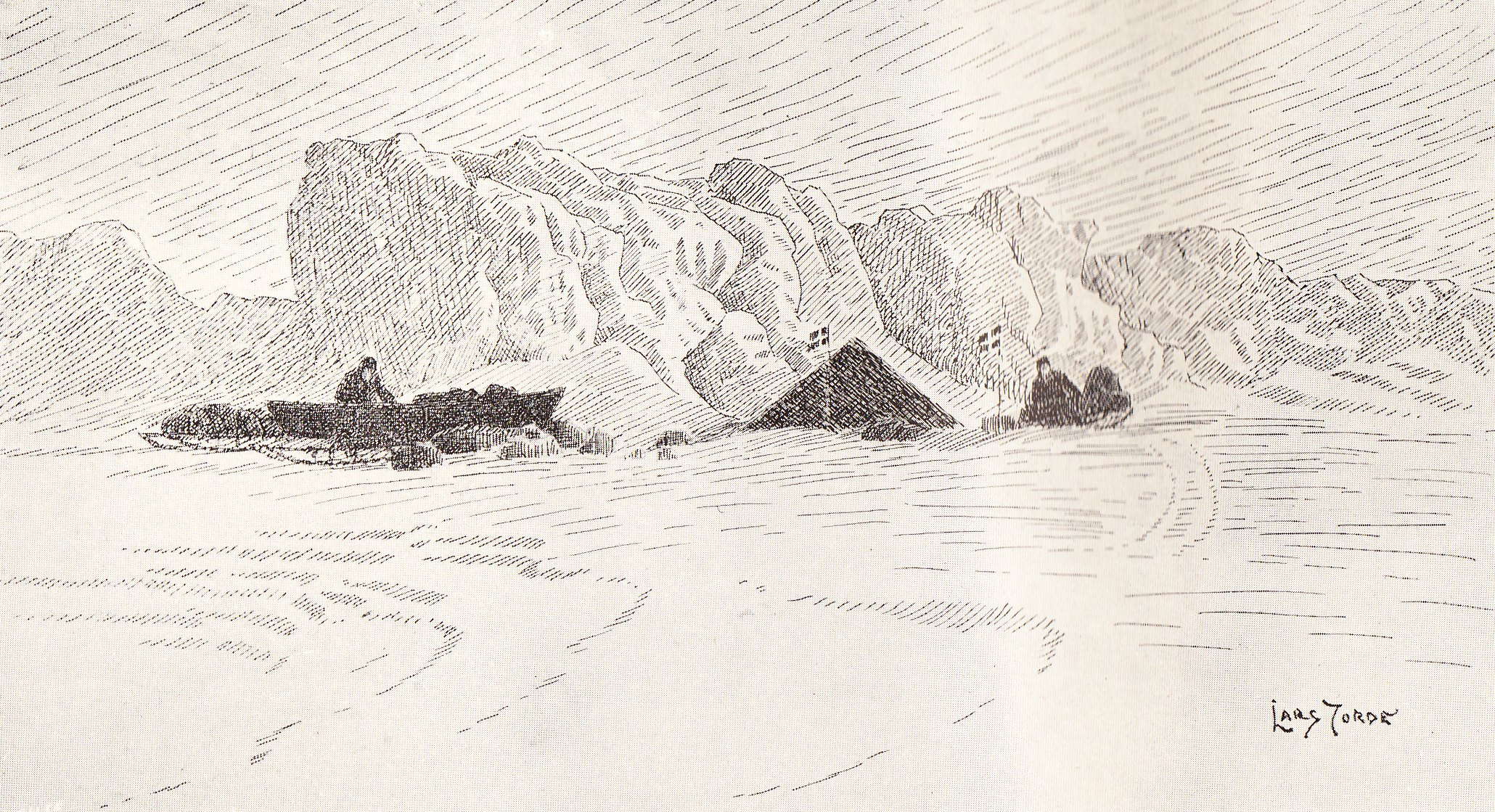
Dibuix del campament més septentrional de Nansen i Johansen (86°13,6′N) el 7 d'abril de 1895.

El 3 d'abril, després de dies de viatge difícil, Nansen va començar a preguntar-se en privat si, després de tot, el pol podria estar fora del seu abast. A menys que la superfície millorés, el menjar no els duraria fins al pol i més tard a la Terra de Francesc Josep. L'endemà van calcular la seva posició a uns decebedors 86°3'; Nansen va confiar al seu diari que: "M'he convençut cada cop més que hauríem de girar abans de temps". Després d'acampar el 7 d'abril, Nansen va explorar amb raquetes de neu buscant un camí cap endavant, però només va veure "un veritable caos de blocs de gel que s'estenien fins a l'horitzó". Va decidir que no anirien més al nord i que es dirigirien cap al cap Fligueli a la Terra de Francesc Josep. Nansen va registrar la latitud del seu darrer campament a 86°13,6′N, gairebé tres graus (169,6 milles nàutiques, o 314 km) més enllà de l'anterior rècord del nord més llunyà de Greely.

### Retirada a la Terra de Francesc Josep
El canvi de direcció cap al sud-oest va millorar les condicions del viatge, probablement perquè la ruta cap a la Terra de Francesc Josep era paral·lela a les línies de pertorbació del gel i no perpendicular a elles. El progrés va ser ràpid: "Si això continua", va registrar Nansen el 13 d'abril, "el viatge de tornada serà més ràpid del que pensava". Tanmateix, la mateixa entrada del diari registra un contratemps aquell dia: els dos rellotges s'havien aturat. Encara que el comentari del diari de Nansen és breu, l'incident va ser potencialment desastrós. Sense l'hora correcta no podien calcular la seva longitud i així mantenir el rumb correcte cap a la Terra de Francesc Josep. Van reiniciar els rellotges basant-se en les conjectures de Nansen que la seva longitud era de 86 ° E, però ja no estaven segurs d'on eren. Si estaven més a l'oest del que suposava Nansen, podrien perdre la Terra de Francesc Josep del tot i dirigir-se cap a l'Atlàntic obert.
La direcció de la deriva es va fer cap al nord, dificultant el progrés dels dos homes. El 18 d'abril, després d'11 dies de viatge des del nord més llunyà, només havien recorregut 40 milles nàutiques (74 km) cap al sud. Ara viatjaven per un terreny molt més trencat amb corrents d'aigua ben oberts. Aproximadament el 20 d'abril es van alegrar al veure un gran tros de fusta a la deriva enganxat en una placa, el primer objecte del món exterior que havien vist des que el Fram havia entrat al gel. Johansen hi va gravar les seves inicials i les de Nansen, amb la latitud i la data. Un o dos dies després van veure les petjades d'una guineu àrtica, el primer rastre d'una criatura viva diferent dels seus gossos des que van deixar el Fram. Aviat van aparèixer altres pistes, i Nansen va començar a creure que la terra podria estar a prop.

Mapa de la Terra de Francesc Josep que mostra la ruta de Nansen i Johansen per les illes, d'agost de 1895 a juny de 1896.

La latitud calculada el 9 de maig, 84°3′N, va ser decebedora: Nansen havia esperat estar més al sud. No obstant això, a mesura que maig avançava van començar a veure petjades d'ós, i a finals de mes les foques, les gavines i les balenes eren abundants. Segons els càlculs de Nansen, havien arribat a 82°21′N el 31 de maig, situant-los només a 50 milles nàutiques (93 km) del cap Fligueli a l'extrem nord de la Terra de Francesc Josep, si la seva estimació de longitud era precisa. Amb el clima més càlid, el gel va començar a trencar-se, dificultant el viatge. Des del 24 d'abril s'havien matat gossos a intervals regulars per alimentar els altres, i a principis de juny només quedaven set dels 28 gossos originals. El 21 de juny, la parella va abandonar tot l'equip i els subministraments sobrants, planejant viatjar lleugers i viure dels subministraments ara abundants de foques i ocells. Després d'un dia de viatge, van decidir descansar sobre un banc, impermeabilitzar els caiacs i acumular les seves pròpies forces per a la següent etapa del seu viatge. Van romandre acampats a terra durant un mes sencer.
El 23 de juliol, l'endemà de sortir del campament, Nansen va tenir la primera visió indiscutible de terra. Va escriure: "Per fi s'ha fet realitat la meravella: terra, terra, i després que gairebé haguéssim renunciat a creure-hi !" En els dies següents, la parella va intentar acostar-se cap a aquesta terra, que semblava que no s'apropava, tot i que a finals de juliol podien escoltar el so llunyà de les onades trencant. El 4 d'agost van sobreviure a un atac d'os polar; dos dies després van arribar a la vora del gel, i només hi havia aigua entre ells i la terra. El 6 d'agost van sacrificar els dos últims gossos, van convertir els caiacs en un catamarà lligant-los amb trineus i esquís, i van aixecar una vela.
Nansen va anomenar aquesta primera terra "Hvidtenland" ("Illa Blanca"). Després d'acampar sobre un peu de gel, van pujar per un vessant i van mirar al seu voltant. Era evident que estaven en un arxipèlag, però el que van veure no tenia cap relació amb el mapa incomplet de la Terra de Francesc Josep. Només podien continuar cap al sud amb l'esperança de trobar una característica geogràfica que poguessin identificar amb certesa. El 16 d'agost, Nansen va identificar provisionalment un cap com a cap Felder, marcat als mapes de Payer a la costa occidental de la Terra de Francesc Josep. L'objectiu de Nansen era ara arribar a una cabana amb subministraments en un lloc conegut com el port d'Eira, a l'extrem sud de les illes. Una expedició dirigida per Benjamin Leigh Smith l'havia construït el 1881. No obstant això, els vents contraris i el gel solt van fer més perillós el progrés del caiac, i el 28 d'agost Nansen va decidir que, com s'acostava un altre hivern polar, haurien de romandre on estaven i esperar la primavera següent.

### Camí del cap Flora

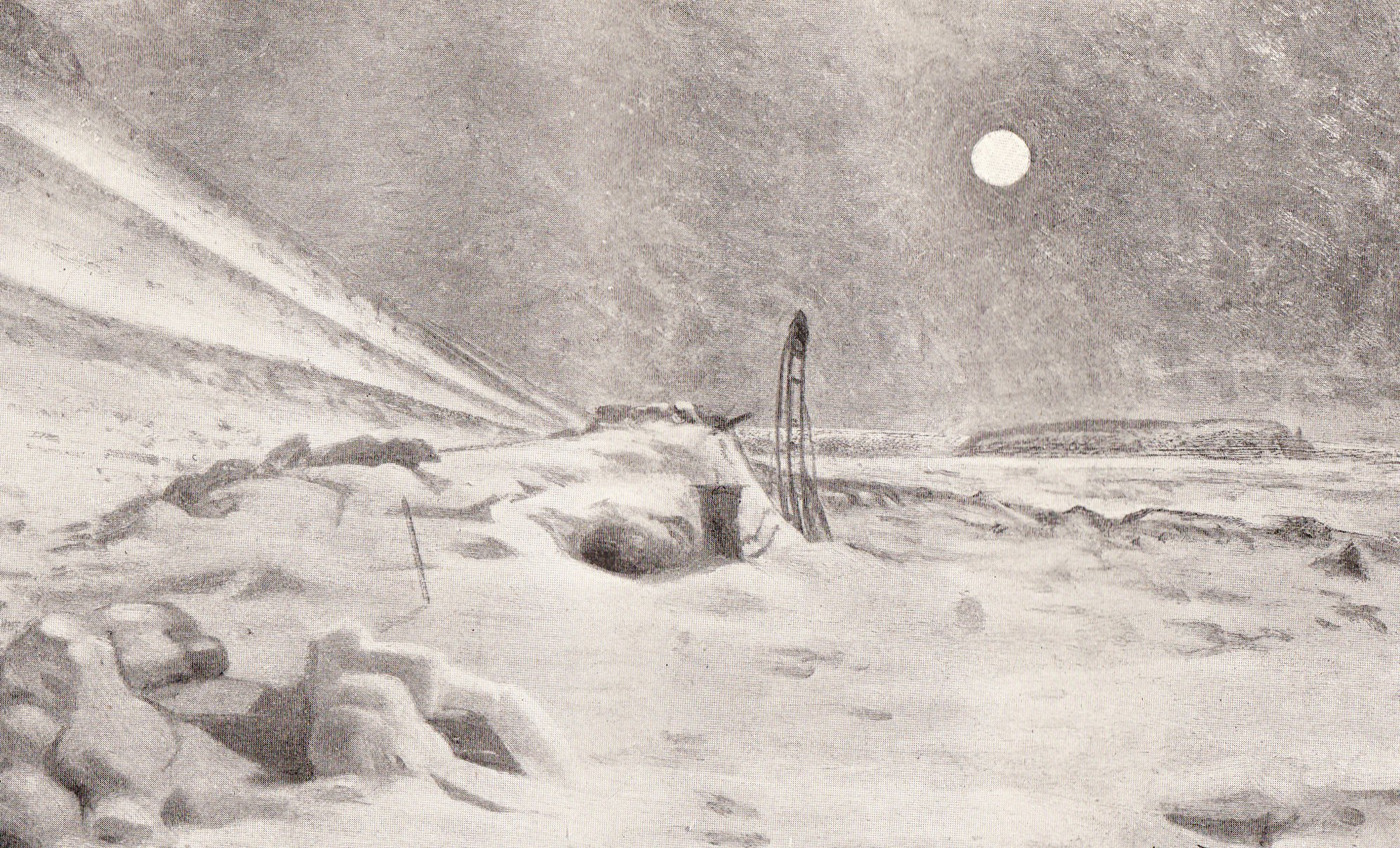
Dibuix, basat en una fotografia de Nansen, de la cabana de la Terra de Francesc Josep, coberta de neu, on Nansen i Johansen van passar l'hivern de 1895–96.

Com a base per als seus quarters d'hivern, Nansen i Johansen van trobar una platja en una cala protegida a l'anomenada illa de Jackson, amb una gran quantitat de pedres i molsa per a materials de construcció. Van excavar un forat de tres peus de profunditat, van aixecar parets al seu voltant amb roques soltes i pedres, i van estirar pells de morsa a la part superior per formar un sostre. Es va improvisar una xemeneia amb neu i ossos de morsa. Aquest refugi, que van anomenar "el forat", va estar llest el 28 de setembre, i havia de ser la seva llar durant els propers vuit mesos. La seva situació era incòmoda, però no posava en perill la seva vida; hi havia una gran quantitat d'ossos, morses i foques per proveir el seu rebost. El principal enemic era l'avorriment.
El Nadal el van celebrar amb xocolata i pa de les seves racions de trineu. La nit de Cap d'Any Johansen va registrar que Nansen finalment va adoptar la forma familiar de dirigir-se, havent mantingut fins aleshores les formalitats ("Sr. Johansen", "Professor Nansen") durant tot el viatge. Per l'Any Nou es van confeccionar roba exterior senzilla (bates i pantalons) a partir d'un sac de dormir descartat, a punt per a la represa del seu viatge quan el temps fos més càlid. El 19 de maig de 1896, després de setmanes de preparació, estaven a punt. Nansen va deixar una nota a la barraca per si algú la trobava: "Anem al sud-oest, per terra, per creuar cap a Spitsbergen".
Durant més de dues setmanes van seguir la línia de costa cap al sud. Res del que van veure semblava encaixar amb el seu mapa rudimentari de la Terra de Francesc Josep, i Nansen va especular si es trobaven en terres inexplorades entre la Terra de Francesc Josep i Spitsbergen. El 4 de juny, un canvi de condicions els va permetre botar els seus caiacs per primera vegada des que van abandonar els seu quarter d'hivern. Una setmana més tard, Nansen es va veure obligat a submergir-se a les aigües gelades per rescatar els caiacs que, encara lligats, s'havien allunyat després d'haver estat mal amarrats. Va aconseguir arribar a la nau i, amb un últim esforç, pujar-hi a bord.

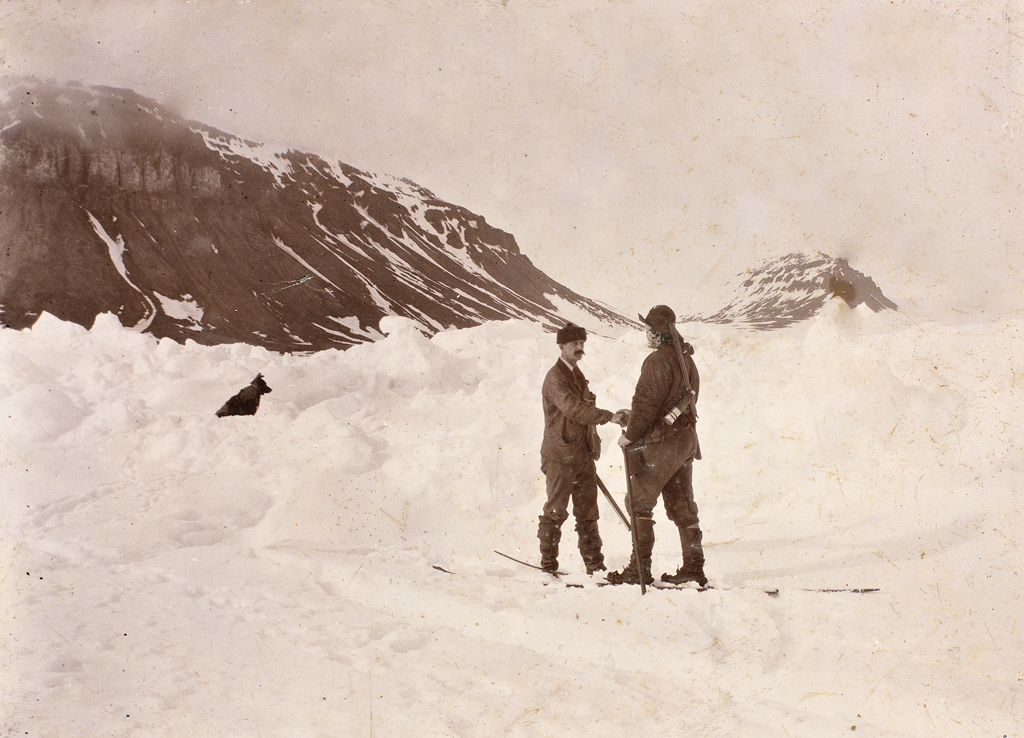
La reunió Nansen-Jackson al cap Flora, 17 de juny de 1896 (fotografia presa hores després de la reunió inicial)

El 13 de juny les morses van atacar i fer malbé els caiacs, provocant una altra aturada per a reparar-los. El 17 de juny, mentre es preparaven per marxar altra vegada, a Nansen li va semblar haver sentit bordar un gos i va anar a investigar. Aleshores va escoltar veus i uns minuts més tard es va trobar amb un home. Era Frederick Jackson, qui havia organitzat la seva pròpia expedició a la Terra de Francesc Josep després de ser rebutjat per Nansen, i havia establert el seu campament a cap Flora, a l'illa de Northbrook, l'illa més al sud de l'arxipèlag. El propi relat de Jackson registra que la seva primera reacció a aquesta sobtada reunió va ser assumir que la figura era un mariner nàufrag, potser del vaixell de proveïments de l'expedició Windward que havia de fer escala aquell estiu. Quan s'acostava, Jackson va veure "un home alt, amb un barret de feltre suau, de fet fluix, roba voluminosa i cabells i barba llargs i peluts, tot pudent a greix negre". Després d'un moment de vacil·lació incòmode, Jackson va reconèixer el seu visitant: "Ets Nansen, oi?", i va rebre la resposta "Sí, sóc Nansen".
Johansen va ser rescatat i la parella portada a la base del cap Flora, on van posar per a fotografies (en un cas, recreant la trobada Jackson-Nansen) abans de banyar-se i tallar-se els cabells. Tots dos homes semblaven estar en bona salut, malgrat el seu calvari; Nansen havia engreixat 9,5 kg des de l'inici de l'expedició, i Johansen 5,9 kg. En honor al seu rescatador, Nansen va anomenar l'illa on havia hivernat "illa de Frederick Jackson". Durant les sis setmanes següents, Nansen no va tenir gaire a fer sinó esperar l'arribada del Windward, i lamentar que ell i Johansen no haguessin avançat cap a Spitsbergen. Johansen va assenyalar en el seu diari que Nansen havia canviat la seva personalitat dominant dels dies del Fram, i ara era moderat i educat, convençut que mai tornaria a emprendre un viatge així. El 26 de juliol finalment va arribar el Windward; el 7 d'agost, amb Nansen i Johansen a bord, va navegar cap al sud i el 13 d'agost va arribar a Vardø. Es van enviar telegrames, informant el món del retorn segur de Nansen.

### Deriva (segona fase)

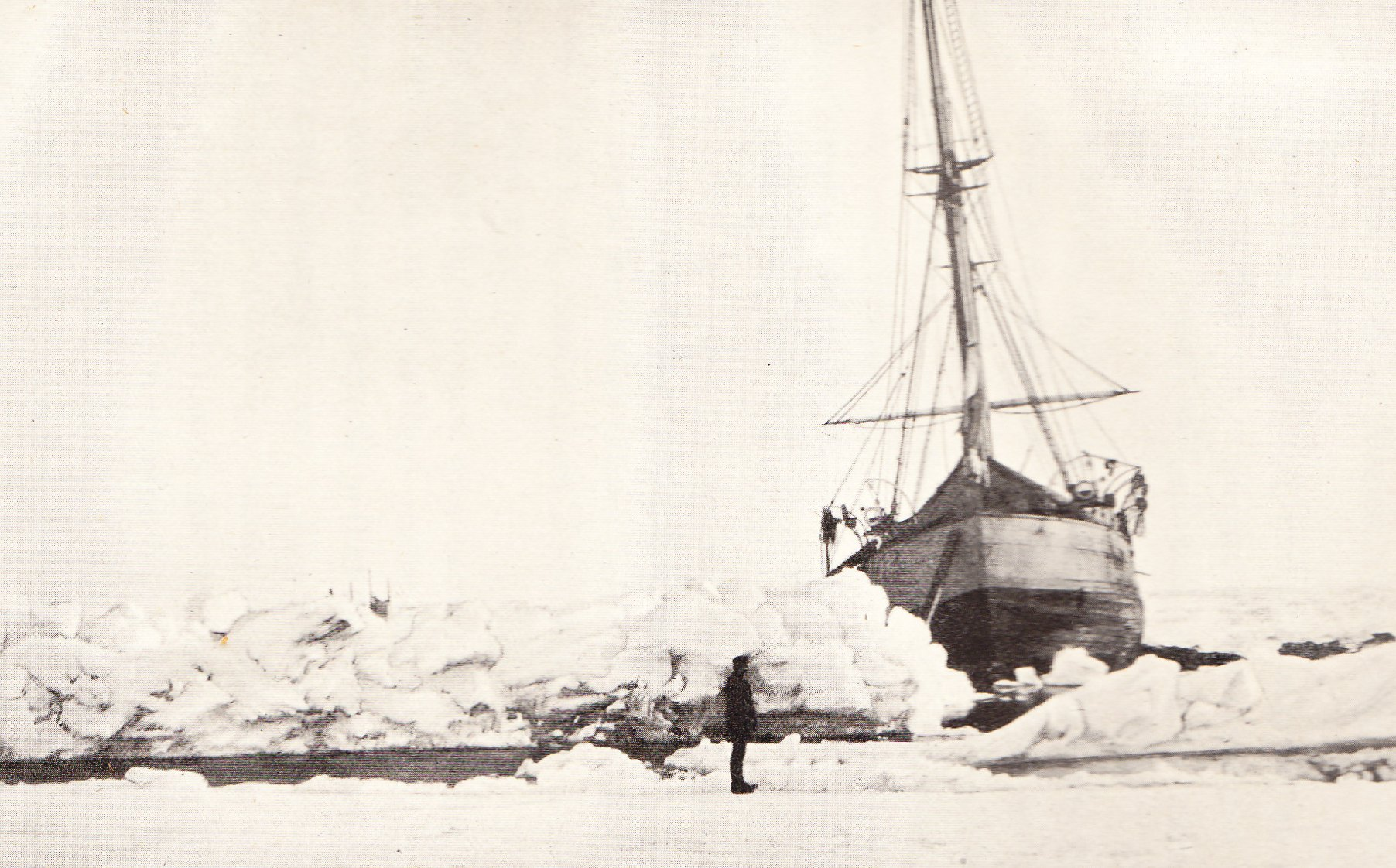
El Fram, maig de 1896

Abans de la seva sortida del Fram, Nansen va nomenar Sverdrup com a líder de la resta de l'expedició, amb ordres de continuar amb la deriva cap a l'oceà Atlàntic tret que les circumstàncies justifiquessin abandonar el vaixell i marxar cap a terra. Nansen va deixar instruccions precises sobre mantenir el treball científic, especialment els sondejos de la profunditat de l'oceà i les proves del gruix del gel. Va concloure: "Que ens trobem a Noruega, sigui a bord d'aquest vaixell o sense ell."
La tasca principal d'Sverdrup ara era mantenir ocupada la seva tripulació. Va ordenar una neteja a fons i va organitzar un grup per tallar part del gel circumdant que amenaçava de desestabilitzar el vaixell. Encara que no hi havia cap perill immediat per al Fram, Sverdrup va supervisar la reparació i la revisió dels trineus, i l'organització de les provisions per si fos necessari abandonar el vaixell i marxar cap a terra. Amb l'arribada del clima més càlid a mesura que s'acostava l'estiu de 1895, Sverdrup va reprendre la pràctica diària d'esquí. Enmig d'aquestes activitats va continuar un programa complet d'activitats meteorològiques, magnètiques i oceanogràfiques sota la direcció de Scott Hansen; el Fram s'havia convertit en un laboratori oceanogràfic, meteorològic i biològic en moviment.
A mesura que la deriva avançava, l'oceà es feia més profund; els sondejos van donar profunditats successives de 6.000 peus (1.800 m), 9.000 peus (2.700 m) i 12.000 peus (3.700 m), una progressió que va indicar que no hi havia cap massa terrestre no descoberta a prop. El 15 de novembre de 1895 el Fram va arribar als 85°55′N, només 19 milles nàutiques (35 km) per sota de la marca del nord més llunyà de Nansen. A partir d'aquest moment, la deriva va ser generalment cap al sud i l'oest, encara que el progrés va ser durant períodes llargs gairebé imperceptible. A mitjans de març de 1896, la posició era 84°25′N, 12°50′E, situant el vaixell al nord de Spitsbergen. El 13 de juny es va obrir una pista i, per primera vegada en gairebé tres anys, el Fram es va convertir en un vaixell viu. Van passar dos mesos més abans que trobés aigües obertes el 13 d'agost de 1896 i deixés el gel enrere. Havia emergit del gel just al nord i a l'oest de Spitsbergen, a prop de la predicció original de Nansen, demostrant que tenia raó. Aquell mateix dia es va albirar un vaixell: el Søstrone, un caçador de foques de Tromsø. Sverdrup va remar per buscar notícies i es va assabentar que no s'havia sabut res de Nansen. El Fram va trucar breument a Spitsbergen, on l'explorador i enginyer suec Salomon Andrée es preparava per al vol en globus que esperava que el portés al pol. Després d'un curt temps a terra, Sverdrup i la seva tripulació van començar el viatge cap al sud fins a Noruega.

## Retrobada i recepció

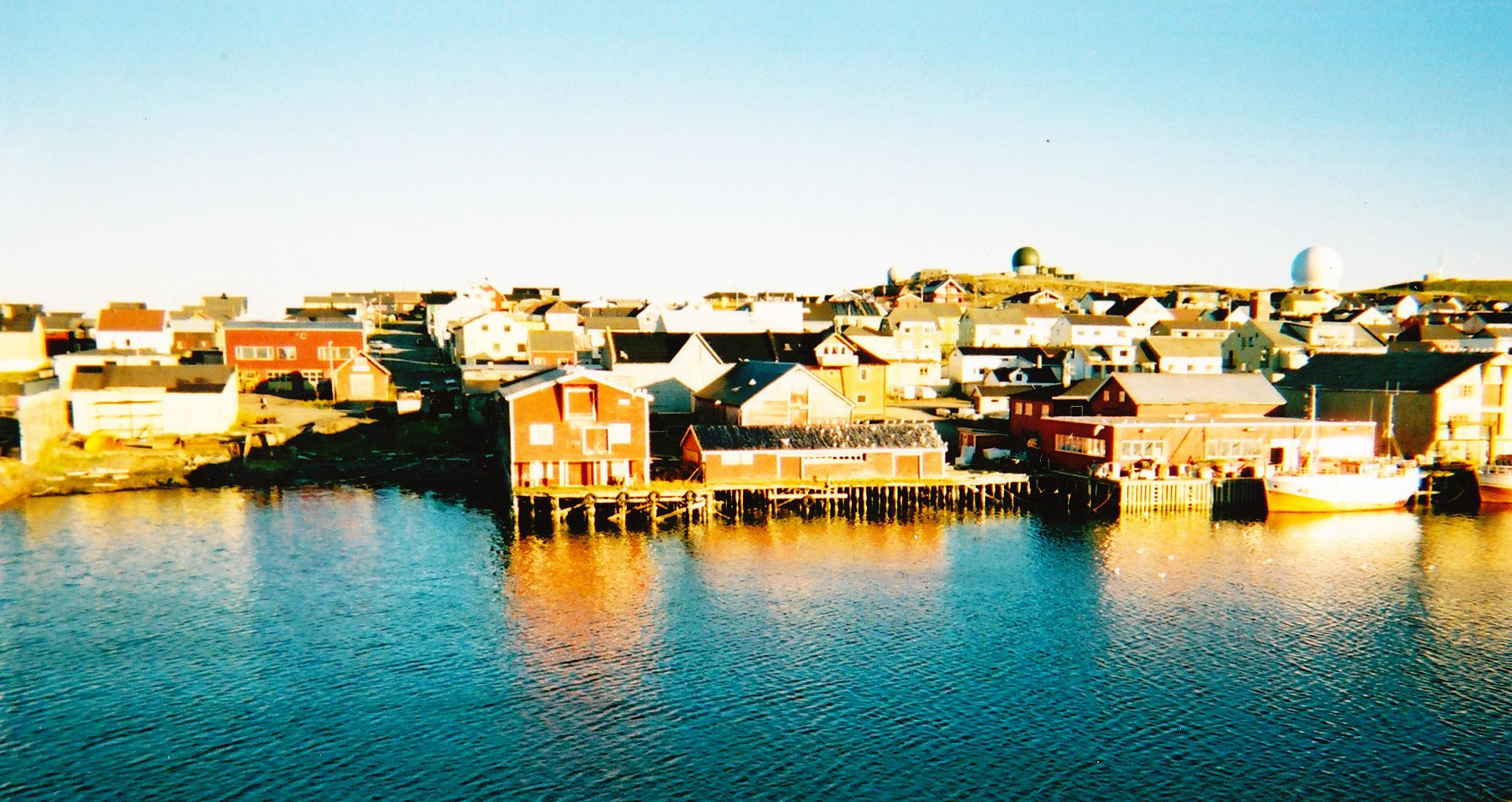
El port de Vardø al nord de Noruega, on Nansen i Johansen van tornar a terra noruega el 13 d'agost de 1896.

En el transcurs de l'expedició, van circular rumors que Nansen havia arribat al pol nord, el primer ja l'abril de 1894 al diari francès Le Figaro. El setembre de 1895, Eva Nansen va ser informada que s'havien descobert missatges signats per Nansen, "enviats des del Pol Nord". El febrer de 1896, The New York Times va enviar un missatge des d'Irkutsk, a Sibèria, d'un suposat agent de Nansen, afirmant que Nansen havia arribat al pol i hi havia trobat terra. Charles P. Daly, de l'American Geographical Society, va anomenar aquesta "notícia sorprenent" i, "si és cert, el descobriment més important que s'ha fet en segles".
Els experts es van mostrar escèptics amb tots aquests informes, i l'arribada de Nansen a Vardø ho va confirmar. A Vardø, ell i Johansen van ser rebuts pel professor Mohn, el creador de la teoria de la deriva polar, que es trobava a la ciutat per casualitat. La parella va esperar que el vaixell de correu postal setmanal els portés cap al sud, i el 18 d'agost van arribar a Hammerfest amb una recepció entusiasta. La manca de notícies sobre el Fram va afectar la ment de Nansen; no obstant això, el 20 d'agost va rebre notícies que Sverdrup havia portat el vaixell al petit port de Skjervøy, al sud de Hammerfest, i que ara continuava amb ell cap a Tromsø. L'endemà, Nansen i Johansen van navegar cap a Tromsø i es van unir als seus companys en una emotiva trobada.
Després de dies de celebració i recuperació, el vaixell va sortir de Tromsø el 26 d'agost. El viatge cap al sud va ser una processó triomfal, amb recepcions a tots els ports. Finalment, el Fram va arribar a Christiania el 9 de setembre, escortat al port per un esquadró de vaixells de guerra i rebut per milers de persones, la multitud més gran que la ciutat havia vist mai, segons Huntford. Nansen i la seva tripulació van ser rebuts pel rei Oscar. Nansen i la seva família es van allotjar al palau com a convidats especials del rei; per contra, Johansen va romandre en un segon pla, en gran part ignorat, i va escriure que "la realitat, després de tot, no és tan meravellosa com em semblava enmig de la nostra dura vida".

## Avaluació i conseqüències

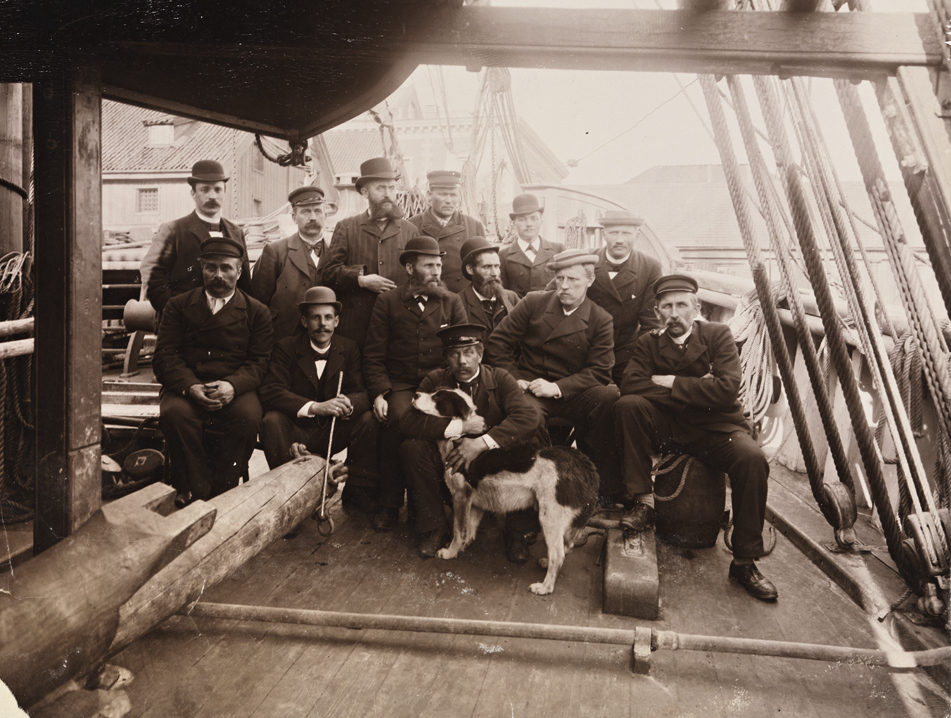
Membres de l'expedició després del retorn del Fram a Christiania l'agost de 1896. Fila posterior, d'esquerra a dreta: Blessing, Nordhal, Mogstad, Henriksen, Pettersen, Johansen. Asseguts: Bentzen, Scott Hansen, Sverdrup, Amundsen (amb gos), Jacobsen, Nansen, Juell

L'enfocament tradicional de l'exploració de l'Àrtida s'havia basat en forces a gran escala, amb la presumpció que les tècniques europees es podrien trasplantar amb èxit al clima polar hostil. Al llarg dels anys, aquesta estratègia havia donat poc èxit, i havia provocat grans pèrdues d'homes i vaixells. Per contra, el mètode de Nansen d'utilitzar tripulacions petites i entrenades, i d'aprofitar l'experiència inuit i sami en els seus mètodes de viatge, havia assegurat que la seva expedició es completés sense cap baixa o contratemps important.
Tot i que no va aconseguir l'objectiu d'arribar al pol nord, l'expedició va fer grans descobriments geogràfics i científics. Sir Clements Markham, president de la Royal Geographical Society de la Gran Bretanya, va declarar que l'expedició havia resolt "tot el problema de la geografia àrtica". Ara s'havia establert que el pol nord no es trobava a terra, ni en una capa de gel permanent, sinó en un bloc de gel impredictible i canviant. L'oceà Àrtic era una conca profunda, sense masses terrestres significatives al nord del continent euroasiàtic; qualsevol extensió de terra oculta hauria bloquejat el lliure moviment del gel. Nansen havia demostrat la teoria de la deriva polar; a més, havia observat la presència d'una força de Coriolis que conduïa el gel a la dreta de la direcció del vent, a causa de l'efecte de la rotació de la Terra. Aquest descobriment seria desenvolupat per l'alumne de Nansen, Vagn Walfrid Ekman, que més tard es va convertir en el principal oceanògraf del seu temps. Des del seu programa d'observació científica l'expedició va proporcionar la primera informació oceanogràfica detallada de la zona; en el seu moment, les dades científiques recollides durant el viatge del Fram es van publicar en sis volums.
Durant l'expedició Nansen va continuar experimentant amb equips i tècniques, alterant els dissenys d'esquís i trineus i investigant tipus de roba, tendes i aparells de cuina, revolucionant així els mètodes de viatge a l'Àrtida. En l'era de l'exploració polar que va seguir al seu retorn, els exploradors sol·licitaven el consell de Nansen sobre mètodes i equips, encara que de vegades optaven per no seguir-lo, normalment pel seu alt cost. Segons Huntford, els herois del pol sud Amundsen, Scott i Ernest Shackleton eren tots acòlits de Nansen.
L'estatus de Nansen mai va ser seriosament desafiat, tot i que no va escapar de les crítiques. L'explorador nord-americà Robert Peary es va preguntar per què Nansen no havia tornat al vaixell quan la seva carrera polar es va veure frustrada després de tan sols tres setmanes de viatge. "Li va fer vergonya tornar després d'una absència tan curta, o hi havia hagut una baralla... o va marxar a la Terra de Francesc Josep per motius sensacionalistes o raons comercials?" Adolphus Greely, que inicialment havia definit tota l'expedició com a inviable, va admetre que s'havia equivocat, però, tanmateix, va cridar l'atenció sobre "l'única taca": la decisió de Nansen de deixar els seus companys a centenars de quilòmetres de terra. "És incomprensible", va escriure Greely, "com Nansen podria haver-se desviat així del deure més sagrat que corresponia al comandant d'una expedició naval." No obstant això, la reputació de Nansen va sobreviure; cent anys després de l'expedició, l'explorador britànic Wally Herbert va anomenar el viatge del Fram "un dels exemples més inspiradors d'intel·ligència valenta en la història de l'exploració".
El viatge del Fram va ser l'última expedició de Nansen. Va ser nomenat professor d'investigació a la Universitat de Christiania el 1897, i catedràtic d'oceanografia el 1908. Es va fer ric independentment com a resultat de la publicació del seu relat de l'expedició; en la seva carrera posterior va servir al nou regne independent de Noruega en diferents funcions, i va rebre el Premi Nobel de la Pau el 1922, en reconeixement del seu treball en nom dels refugiats. Hjalmar Johansen mai va tornar a la vida normal. Després d'anys de deriva, deutes i embriaguesa se li va donar l'oportunitat, gràcies a la influència de Nansen, d'unir-se a l'expedició del Pol Sud de Roald Amundsen el 1910. Johansen es va barallar violentament amb Amundsen al camp base de l'expedició, i va ser omès del grup del Pol Sud. Es va suïcidar un any després del seu retorn de l'Antàrtida. Otto Sverdrup va romandre com a capità del Fram, i el 1898 va portar el vaixell, amb una nova tripulació, a l'Àrtida canadenca per a una exploració de quatre anys. En anys posteriors, Sverdrup va ajudar a recaptar fons que van permetre que el vaixell fos restaurat i allotjat en un museu permanent. Va morir el novembre de 1930, set mesos després de la mort de Nansen.
El rècord més septentrional de Nansen va durar poc més de cinc anys. El 24 d'abril de 1900, un grup de tres membres d'una expedició italiana dirigida pel duc dels Abruços va arribar als 86°34′N, després d'haver deixat la Terra de Francesc Josep amb gossos i trineus l'11 de març. El grup amb prou feines va tornar; un dels seus grups de suport de tres homes va desaparèixer.